# ヨコハマ・チーク
「ヨコハマ・チーク」は、近藤真彦の2作目のシングルレコード。1981年3月12日に発売された。発売元はRVC株式会社（現・アリオラジャパン）。

## 解説
発売当時、寺尾聰『ルビーの指環』が大ヒット中だったため、オリコンチャートで1位を獲得できなかった。ジャケットの「近藤真彦」のロゴが「スニーカーぶる～す」で使用されたロゴから変更され、またパンフレットでも使用されている。
「ヨコハマ・チーク」は、神奈川県横浜市のご当地ソングに数えられる。その横浜を舞台にした楽曲ばかりを集めた2枚組コンピレーション・アルバム『横浜幻想（ヨコハマ・ファンタジー）』や、横浜開港150周年記念のコンピレーション・アルバム『横濱ノスタルジー 〜あの歌が聴こえる。ヨコハマ〜』にも収録。
2006年1月1日発売の歌手デビュー25周年記念商品『マッチ箱 〜25th Anniversary Complete Singles Edition〜』（43CD＋1DVD、SRCL-6120/163）に、B面曲を含めたマキシシングルで復刻された。CD-BOXのみで、個別販売はしていない。2007年2月7日に発売されたベスト・アルバム『MATCHY★BEST II』では、「ヨコハマ・チーク」のみがデジタル・リマスタリング音源で収録された。
2007年バレンタインデー開催のライブ（日本武道館公演）ではアンコールで披露され、のちにDVD『近藤真彦 '07 Valentine's Day in 武道館』（2007/5/9発売、SRBL-1299/1300）として商品化されている。
レーベルには、近藤のサインと写真が印刷。初回プレスのみ、ピンナップ付ジャケット。

## 収録曲
- 両楽曲共に、作詞：松本隆／作曲：筒美京平

1. ヨコハマ・チーク（3分1秒）
編曲：馬飼野康二
2. 嘆きのリンダ（3分34秒）
編曲：戸塚修

## 収録作品
- THE MATCHY best song for you
- 近藤真彦 THE BEST
- MATCHY★BEST II
- 横浜幻想（ヨコハマ・ファンタジー）
- 横濱ノスタルジー 〜あの歌が聴こえる。ヨコハマ〜